# تویوتومی، هوکایدو
تویوتومی، هوکایدو (به لاتین: Toyotomi, Hokkaido) یک منطقهٔ مسکونی در ژاپن است که در Sōya Subprefecture واقع شده‌است. تویوتومی ۴٬۱۴۰ نفر جمعیت دارد.